# 西宮市貝類館

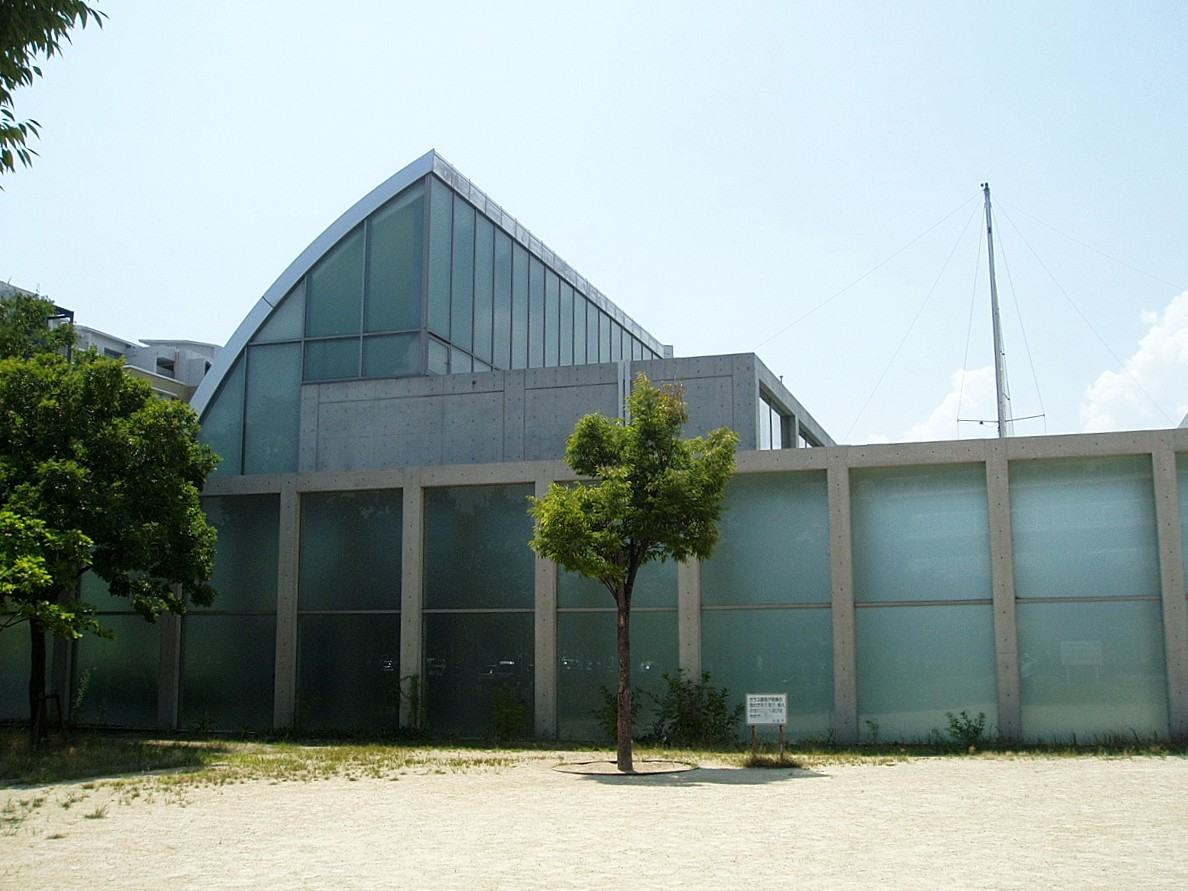
東側から望む。右のマストはマーメイド号のもの

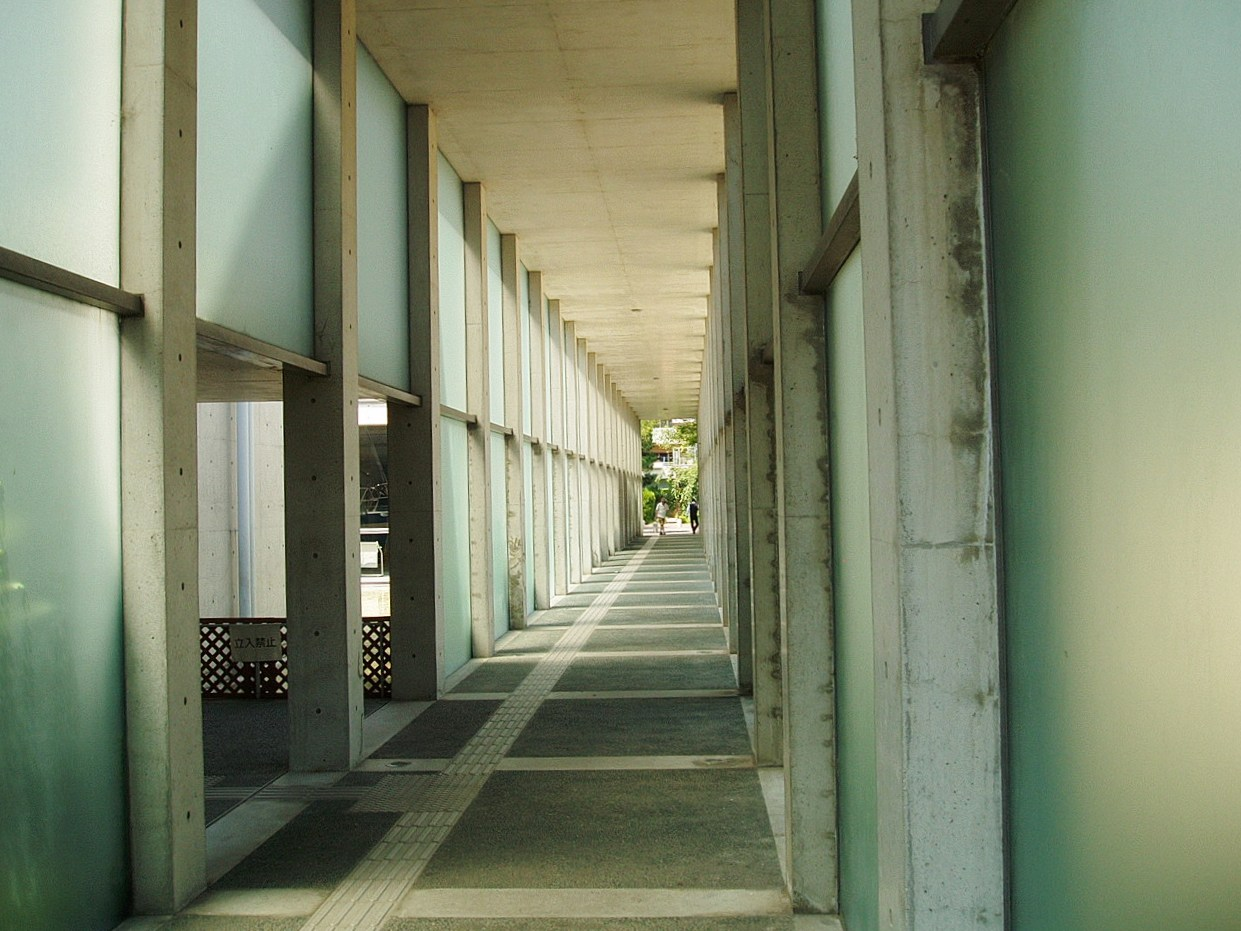
入り口廊下。奥は西宮浜公民館

西宮市貝類館（にしのみやしかいるいかん）とは兵庫県西宮市にある貝類専門の博物館。

## 概要
1999年5月7日に西宮浜に開館したこの施設は、世界各地の貝類、約2,000種、5,000点が展示されている貝類専門のユニークな博物館。館内には重さ200kgを超えるオオシャコガイからゴマ粒ほどの小さな貝、生きたオウムガイなどが展示され、実際に貝を手にとってふれることも出来る。各展示コーナーには日本の貝をはじめ、世界の貝、貝の起源・進化などが分かりやすく解説されている。学習室には貝に関するビデオや書物なども多数あり、実物や映像を通して誰もが楽しめる施設となっている。
西宮市貝類館では、展示標本の他に、菊池貝類館から寄贈された黒田徳米の貝類標本、約3800種4万点も収蔵している。
貝類館の建物は安藤忠雄の設計であり、風をいっぱいに受ける帆をイメージしたデザインとコンクリート打ち放しの外観が特徴的。隣接している西宮浜公民館との間にある中庭には、海洋冒険家である堀江謙一から寄贈された実物の「マーメイド4世号」が展示されている。
日本博物館協会会員館、兵庫県博物館協会加盟館。みなとの博物館ネットワーク･フォーラム正会員。博物館法に基づく兵庫県教育委員会指定施設（博物館に相当する施設）である。またひょうごっ子ココロンカード、のびのびパスポートの対象施設になっている。指定管理者制度を採用せず、西宮市の直営である。

## 利用案内
- 開館時間：10:00-17:00(ただし入館は16:30まで)
- 入館者には一人につき一個の貝殻がプレゼントされる。
- 休館日：水曜日(祝日と重なるときは翌日､ただし夏休み期間中は開館)

## アクセス
- 阪神 西宮駅より阪神バス「マリナパーク南」下車すぐ
- JR 西宮駅より阪神バス「マリナパーク南」下車すぐ

## 周辺情報
- 西宮市大谷記念美術館
- 辰馬考古資料館